# Oskar Potiorek
Oskar Potiorek (Bleiberg, Karintia, 1853. november 20. – Klagenfurt, 1933. december 17.) osztrák katonatiszt, császári és királyi táborszernagy, 1902–1906-ig az Osztrák–Magyar Monarchia vezérkari főnökének helyettese, 1911-től 1914-ig Bosznia-Hercegovina katonai kormányzója, a szarajevói merénylet túlélője, első világháborús hadseregparancsnok, 1914 decemberéig a szerbiai front parancsnoka. Súlyos harctéri kudarcok után menesztették.

## Élete

### Ifjúsága, tanulmányai
Oskar Potiorek cseh eredetű családból származott. Apja, Paul Potiorek, cs. kir. bányászati főfelügyelő és bányamérnök volt. A gimnázium után a bécsi Császári és Királyi Katonai Műszaki Akadémia (K.u.K. Technische Militärakademie in Mödling) növendéke volt.
1871. szeptember 1-jén avatták tisztté. Hadnagyi rangban lépett csapatszolgálatba a 2. műszaki ezredben (Genieregiment), itt 1873. május 1-jén főhadnaggyá léptették elő. A bécsi vezérkari Hadiakadémia műszaki szakának (Genieabteilung Kriegsschule) elvégzése után 1877-ben Bécsbe, a császári-királyi haderő vezérkarához helyezték.

### Pályája a világháborúig
1879. május 1-jén századossá léptették elő. 1883-ban a 17. gyalogezrednél szolgált. 1886-tól ismét a vezérkarban, az operatív és különleges vezérkari tevékenységek irodájában dolgozott. Itt 1887. május 1-jén őrnagyi, 1889. november 1-jén alezredesi rangot kapott. 1890-ben a 7. gyalogezredhez helyezték csapatszolgálatra, 1891-ben ismét a haderő vezérkarához került, 1892-ben ezredessé léptették elő, és kinevezték az operatív és különleges tevékenységekkel foglalkozó vezérkari iroda vezetőjévé.
1898. május 1-jén vezérőrnagyi rangban kinevezték a budapesti 64. gyalogdandár parancsnokává. 1902-ben Ferenc József kinevezte őt a haderő vezérkari főnökének helyettesévé, bécsi állomáshellyel, amely tisztségében 1903. május 1-jén altábornaggyá léptették elő. 1906-ban a császár – Ferenc Ferdinánd főherceg követelésének engedve – leváltotta az idős vezérkari főnököt, Friedrich von Beck-Rzikowsky táborszernagyot. Utódjául azonban nem őt, hanem a Ferenc Ferdinánd által pártolt Franz Conrad von Hötzendorf altábornagyot nevezte ki.
A mellőzött Potiorek tábornok megsértődött, és elhagyta a vezérkart. 1907 áprilisában a grazi III. hadtest parancsnokává és a város vezénylő tábornokává nevezték ki, Eduard Succovaty von Vezza gyalogsági tábornok helyére. 1908. október 30-án (néhány héttel az 1878 óta megszállt Bosznia-Hercegovina tartomány bekebelezése után) Potiorek altábornagyot táborszernaggyá léptették elő, és kinevezték az ott állomásozó hadsereg felügyelővé, szarajevói állomáshellyel. A III. hadtest parancsnokságát 1910 áprilisáig megtartotta, ekkor Karl Schikofsky altábornagynak adta át.
1911-ben, amikor Ferenc József leváltotta Conradot a vezérkari főnökségből, Potiorek minden követ megmozgatott, hogy ő kerüljön vetélytársa helyére. A császár azonban Blasius Schemua altábornagyot, majd 1912. december 12-én, a szerbiai válság közepén ismét Conradot nevezte ki vezérkari főnöknek. A két tábornok rivalizálása súlyos következményekkel járt az 1914. őszi szerb hadjáratok idején.
1911. május 10-én Potiorek táborszernagyot nevezték ki Bosznia-Hercegovina katonai kormányzójává Marian Varešanin von Vareš tábornok helyére. A tartomány kormányzása igen sok diplomáciai érzéket kívánt. A közös kabinet előtt a polgári ügyeket – az osztrák és a magyar kormány közötti kompromisszum eredményeképpen – a pénzügyminiszter (1911-ben Burián István) referálta. Az ambiciózus Potiorek azonban már 1911-től kezdve fokozatosan magához ragadta a polgári kormányzás hatásköreit is. Burián 1912-ben lemondott a pénzügyminiszterségről, utódja egy konzervatív lengyel arisztokrata, a kompromisszumokra hajló Leon von Bilinski lett.
Potiorek elődje, Varešanin kormányzó ellen a szerb szakadárok több sikertelen merényletet követtek el. Potiorek nyíltan kijelentette, hogy keményen letöri a terrorista erőszakot. Felfüggesztette a boszniai tartományi gyűlést, betiltotta a szerbek társaságait, és nemzetiségi szervezeteiket. Bilinski látta, hogy a katonai kormányzó erőszakossága elmélyíti a nemzetiségi ellentéteket, de hiába tiltakozott, a katonai hatóság a polgári feje felett intézkedett. 1914-re Bilinski már gyakorlatilag semmilyen hatalommal nem rendelkezett.

### A szarajevói merénylet és következményei
Potiorek még 1913-ban meghívta Ferenc Ferdinánd trónörököst az 1914. június 26–27-én Boszniába tervezett nyári hadgyakorlat szemlézésére. A manőverek a Szerbia menti határvidéken zajlottak, erődemonstrációs céllal.
A trónörökös pár programját Potiorek tábornok határozta meg. Bilinski pénzügyminisztert, a polgári kormányzót csak utólag értesítette az utazás tényéről. A biztonságért felelős szarajevói rendőrség eligazítása és irányítása a polgári kormányzó hatáskörébe tartozott, de a katonák kivették az irányítást a rendőri vezetők kezéből, és közvetlenül utasították. A szakszerűtlen intézkedéseket nem hangolták össze.
A főherceg kabinetje a hazautazást biztonsági okból a tervezettnél korábbra, június 27-ére tűzte ki, mivel a következő nap a rigómezei csata emléknapjára, Szerbia nemzeti gyásznapjára esett, és a szerbek súlyos provokációnak érezték a trónörökös hivatalos jelenlétét a frissen annektált Boszniában. Potiorek azonban saját presztízsét féltve ragaszkodott az eredeti program szerinti szarajevói hivatalos látogatáshoz.
A bosnyák föld alatti szervezet, a „Mlada Bosna”, együttműködve a „Fekete Kéz” szerb terrorszervezet tagjaival, erre az alkalomra merényletsorozatot készített elő. A gyilkosság tervét a szerb kormány is támogatta. Apis, a „Fekete Kéz” vezetője valójában Dragutin Dimitrijević ezredes volt, a szerb katonai titkosszolgálat főtisztje. A felfegyverzett terroristák és szerb titkos ügynökök zavartalanul beutazhattak Szarajevóba.
1914. június 28-án délelőtt Szarajevóban, a főherceg tervezett útvonala mentén hat felfegyverzett szerb merénylő állt készenlétben. A főhercegi gépkocsiban a sofőrön kívül a trónörökös, a felesége, Potiorek tábornok és az autó tulajdonosa, Harrach gróf ültek. A városházára menet bombát dobtak a kocsira, de Ferenc Ferdinánd  azt kézzel elhárította, s csak a kísérő autó utasai sebesültek meg. A városházán a trónörökös emiatt súlyos szemrehányásokat tett az elöljáróknak és Potiorek tábornoknak is. Később a helyőrségi kórházban meg akarta látogatni az első merényletben megsebesült kísérőit. A biztonságukért felelős Potiorek tábornok lebecsülte a kockázatot: „Ön úgy hiszi, Szarajevóban gyilkosok nyüzsögnek?” A sofőrt nem tájékoztatták az útvonalváltozásról, Potiorek menet közben szólt, hogy forduljon a kórház felé. A nyílt utcán megálló és megfordulni készülő kocsi ellen újabb merényletre került sor, az utcán lesben álló szerb Gavrilo Princip két pisztolylövéssel meggyilkolta a trónörököst és feleségét. Az egy hónap híján 20 éves merénylőt a helyszínen elfogták, később azt vallotta, hogy a második golyót Potiorek tábornoknak szánta, nem (a várandós) Chotek Zsófiát akarta megölni. (Principet azért nem ítélhették halálra, mert 20 év volt a nagykorúság határa. Így 20 évet kapott, de a börtönben gümőkór végzett vele.)
A gyilkosság után Potiorek átfogó rendőri nyomozást rendelt el Bosznia-Hercegovina területén. A nyári hadgyakorlatra érkezett katonai egységeket is riadókészültségbe helyezte. Amikor a Friedrich Wiesner vezette nyomozás megtalálta a kapcsolatot a „Fekete Kéz” szervezethez és a szerb hadseregvezetéshez, Potiorek a boszniai szerb lakosság lázadásától tartva tartalékosok behívását is kérte.
A merénylet politikai válságot idézett elő, ennek nyomán július végén a Monarchia hadat üzent Szerbiának, és kitört az első világháború. Sokan Potiorek tábornok számlájára írták, hogy a merénylet az ő hibájából, a biztonsági intézkedések elmulasztása miatt történhetett meg. Maga Potiorek Szerbia azonnali „megleckéztetésének” hangos szószólója lett, bosszút hirdetve a főhercegi pár meggyilkolásának kitervelői ellen. Mindenki arra számított, felmentik tartományfőnöki és hadseregparancsnoki tisztségéből. Jó felső kapcsolatai – és talán Ferenc József császár ellenérzése unokaöccsével, Ferenc Ferdinánddal szemben – azonban megmentették a felelősségre vonástól. Megtarthatta kormányzói tisztségét, sőt augusztusban, a Szerbia elleni hadjáratok küszöbén kinevezték a Monarchia balkáni erőinek főparancsnokává is (Oberbefehlshaber der Balkanstreitkräfte).
Későbbi történészek vizsgálták azt a lehetőséget, hogy a Ferenc Ferdinánd elleni merényletben magas állású osztrák–magyar körök is közreműködtek, és szándékosan tették ki halálos veszélynek a trónörököst, aki házassága miatt kellemetlen személy volt a császári ház számára, és politikai terveit sokan veszélyesnek ítélték a dualista Monarchiára nézve. Ilyesmire utaló bizonyítékok azonban nem kerültek elő.

### Az első világháborúban

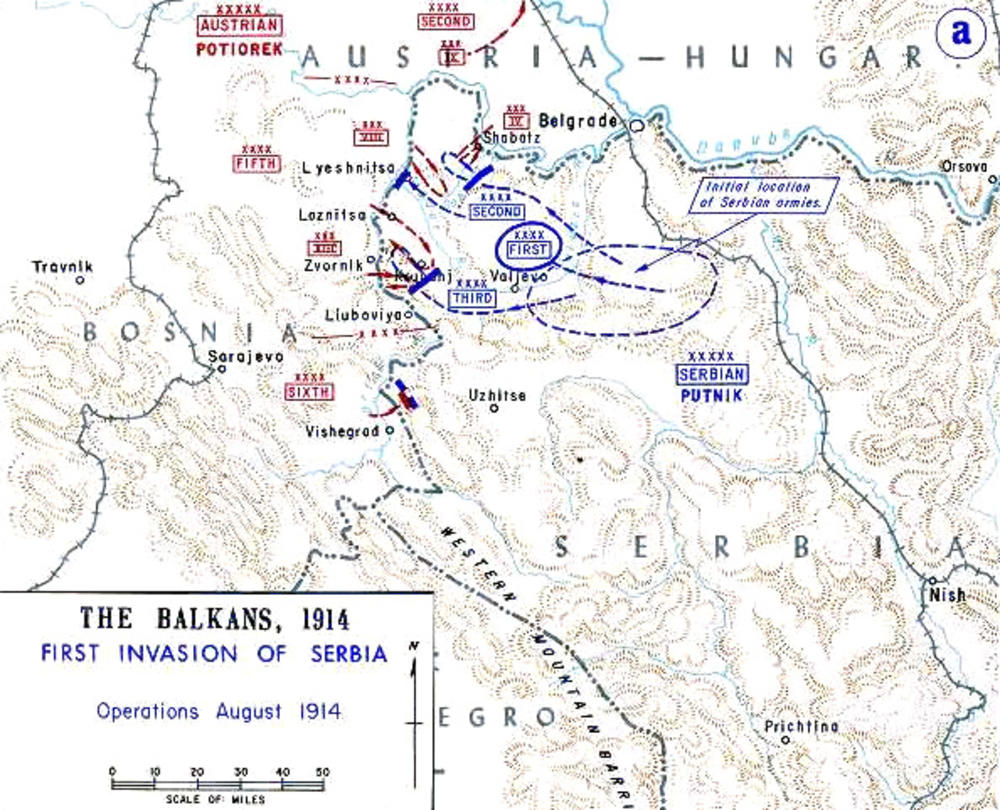
Hadműveletek Szerbiában, 1914. augusztus

#### A Szerbia elleni első támadás, 1914. augusztus
Potiorek tábornok már hosszabb idő óta készült egy szerb háború kitörésére. Júliusban őt nevezték ki a cs. és kir. 6. hadsereg parancsnokává. Vezérkari főnökévé Eduard von Böltz vezérőrnagy lett, akinek elődje, Erik von Merizzi alezredes a szarajevói bombamerényletben sebesült meg.
Conrad gyalogsági tábornok, vezérkari főnök eredeti haditerve Szerbia azonnali lerohanását irányozta elő, a fő csapást Eduard von Böhm-Ermolli lovassági tábornok 2. hadserege mérte volna a Délvidék felől a Nagy-Morava folyó mentén. (A Délvidéken összpontosított 2. hadsereg nagyobb erőt képviselt, mint az 5. és 6. hadseregek együttesen). A jó közlekedési és utánpótlási útvonalak, az ellenálláshoz kedvezőtlen sík terep a támadás sikerének biztos záloga lett volna. 1914. augusztus 6-án azonban az Osztrák–Magyar Monarchia kormánya hadat üzent az Orosz Birodalomnak is, új haditerv lépett életbe. A 2. hadsereg megkezdte az áttelepülést a veszélyeztetett galíciai hadszíntérre. A 2. hadsereghez tartozó IV. hadtestet Tersztyánszky lovassági tábornok parancsnoksága alatt átmenetileg a Szerémségben hagyták harcállásban, Belgráddal szemben, hogy erősítse az 5. hadsereg balszárnyát, és visszatartsa a szebeket egy Délvidék elleni támadástól.
Potiorek a tescheni főhadiszálláson (megalapozottan) azzal érvelt, hogy szerb támadás esetén Bosznia-Hercegovinában lázadás törne ki, ezért Szerbiára erős megelőző csapást kell mérni. Önálló hatáskört kért és kapott a császártól. Augusztus elején Potiorek parancsnoksága alatt megalakult a Balkáni Haderő-Főparancsnokság (K. u. k. Oberkommando der Balkanstreitkräfte), Frank gyalogsági tábornok 5. és Potiorek 6. hadseregéből. Potiorek kezében összpontosult Bosznia-Hercegovina rendőri és katonai igazgatása, és az egész balkáni front irányítása. Conrad aggódott a 2. hadsereg zavartalan áttelepítése miatt, ezért megtiltotta Potioreknek, hogy Tersztyánszky hadtestét támadó hadművelethez igénybe vegye.
Potiorek nagy és gyors győzelmet akart elérni még a császár születésnapja (augusztus 18.) előtt. Utasítására augusztus 12-én Frank tábornok Boszniában álló 5. hadserege átkelt a Drina alsó szakaszán, és benyomult Szerbiába. A 2. hadsereg két hadteste (XV. és XIII.) a Szerémség felől, Szabács térségében támadott. Maga Potiorek a 6. hadsereggel a Drina felső szakaszán átkelve nyomult be Szerbiába, de jól felszerelt hegyivadász hadosztályai is csak lassan jutottak előre a nehéz terepen, zuhatagos hegyi folyókon át. Appel tábornok XV. és Rhemen tábornok XIII. hadteste a Drina középső szakaszánál a Jadar folyó mentén törtek előre. Bojanović szerb tábornok užicei hadserege beékelte magát közéjük, és megakadályozta egyesülésüket.
A szerb vezérkari főnök, Putnik tábornagy észak (azaz a Délvidék) felől várta a támadást, csapatait Belgrádtól délre, Valjevo térségében vonta össze, így meglepte Potiorek hadmozdulata. Eleinte elterelő hadműveletre gyanakodott, aztán Stepa Stepanović tábornok erős 2. szerb hadseregét, amely Belgrád védelmére volt összpontosítva, erősítésül küldte a hegyekben harcoló 3. hadsereghez. Potiorek augusztus 18-án utasította Tersztyánszky IV. hadtestét, hogy a Száva folyón átkelve támadja meg a szerb 2. hadsereget. Az osztrák–magyar 2. hadsereg zöme ekkor azonban már menetben volt Galícia felé, ezért az AOK, értesülve a felsőbb paranccsal ellentétes hadmozdulatról, azonnal visszahívta Tersztyánszkyt. A szerb 2. hadsereg jobbszárnya felszabadult, így támadást tudtak intézni az 5. és 6. hadsereg érintkezési pontjánál, a nehezen járható Cer-hegységben. A Cer hegygerincért folyó csata augusztus 16–augusztus 19. között zajlött, amikorra az osztrák–magyar 5. hadsereget kiszorították a Jadar völgyéből. Potiorek 6. hadserege, amely két szerb hadsereggel (az Užice és a 3.) találta szemben magát, visszavonult Boszniába, ahol új védővonalak mögé húzódott a Drina mentén, Zvornik és Višegrad között.
A Monarchia csapatai teljes visszavonulásra kényszerültek (csak a szabácsi hídfőt tudták tartósan megtartani). Veszteségük 23 000 fő volt, ebből 4500 esett fogságba. A szerbek 16 500 embert veszítettek. A kudarc Potiorek két súlyos stratégiai hibájának volt betudható: elégtelen erővel kezdte a támadást, hadseregének csak töredékét vetette harcba, sok hadosztályt hagyott hátra Bosznia-Hercegovinában, egy esetleges lázadás elfojtására. A másik hiba a rosszul megválasztott támadási irány volt nyugat felől, ahol hegyláncokat és folyóvölgyeket kellett kereszteznie.
A kudarcért Potiorek a főhadiszállást okolta (Tersztyánszky IV. hadtestének visszarendelése miatt). Conrad a 2. hadsereg galíciai átcsoportosításának szabotálásával, a veszélyeztetett keleti front gyengítésével vádolta Potioreket. Rivalizálásuk ellentmondó parancsokhoz és katasztrófához vezetett.

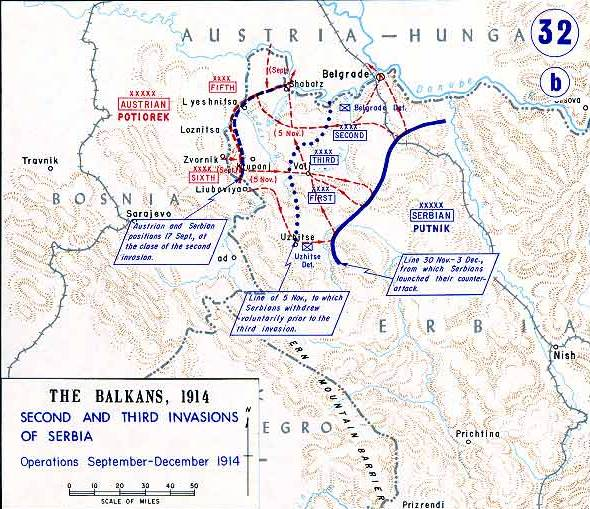
Hadműveletek Szerbiában, 1914. szeptember–december

#### A Szerbia elleni második támadás, 1914. szeptember
A kialakult helyzetben Radomir Putnik tábornagy támadást határozott el a Monarchia területe ellen. A Száva és a Duna között fekvő, szerb lakosságú Szerémségbe akart benyomulni, a Tarcal-hegységen (Fruška Gora) keresztül, ezzel biztosítva hátát Bosznia-Hercegovina elfoglalásához. Szeptember 5-én éjjel Bojović tábornagy 1. szerb hadserege átkelt a Száván, elfoglalta a Belgráddal szemben fekvő Zimonyt, és megindult a Fruška Gora irányában. A szerb behatolók ellen a frissen megalakult Vegyes Hadtest vette fel a harcot, amely a Galíciába távozott IV. hadtest helyét vette át. Szeptember 8-án hajnalban Potiorek új offenzívát indított a Drinán keresztül, emiatt szeptember 11-én a Délvidékre benyomult 1. szerb hadsereg megkezdte a visszavonulást.
Giesl tábornok VIII. hadteste behatolt a Száva és a Drina összefolyásánál fekvő Parašnica földnyelvre, de itt megrekedt. Zűrzavar alakult ki. A Drina középső szakaszán, a boszniai Zvornik és a szerbiai Ljubovija között a XV. és XIII. hadtest áttörte a szerb frontot, visszaszorítva a 3. szerb hadsereget. Közben a Szerémségből visszarendelt 1. szerb hadsereget Jadar folyó menti Valjevóhoz vonták össze.
Szeptember 16-án a három szerb hadsereg a macsói Loznica térségében erőteljes ellencsapást indított, amellyel megállították az osztrák–magyar előrenyomulást. Giesl tábornok VIII. hadteste egy hónapon át küzdött sikertelenül a Parašnica hídfő megszerzéséért. Egész október folyamán véres csaták folytak a macsói területet átszelő frontvonal mentén. Alfred Krauss tábornok Vegyes Hadteste állta a legsúlyosabb szerb támadásokat. A XIII. hadtest nem tudta hátbatámadni a 3. szerb hadsereget, Potiorek 6. hadserege ismét kénytelen volt visszavonulni. A második „Potiorek-offenzíva” sem tudott taktikai eredményt elérni. Hatalmas veszteségek árán is csak a szabácsi hídfőt sikerült szilárdan megtartani.

#### A Szerbia elleni harmadik támadás, 1914. november
Egy hónapos felkészülés után Potiorek november közepén harmadik támadást indított, hogy még a tél beállta előtt döntést csikarjon ki. Ezúttal jelentős erő és utánpótlás állt rendelkezésre a gyengülő Szerbia legyőzésére. Putnik tábornagy úgy döntött, hogy végszükségben feladja a súlyos harcokban eddig megvédett Nyugat-Szerbiát, és a közép-szerbiai Kolubara folyóhoz vonul védőállásba.
November 17-én a VIII. hadtest, szörnyű időjárási viszonyok között megtámadta a szerb 2. hadsereget és kiszorította őket a Maljen hegységből (Valjevótól délre). Az osztrák–magyar csapatok kierőszakolták az átkelést a Kolubara folyón. Putnik tábornagy feladta Belgrádot, ahová az osztrák–magyar haderő 1914. december 1-jén vonult be. Közben Potiorek 6. hadserege a közép-szerbiai Rudnik-hegység felé indult, hogy elfoglalja a szerbek kragujeváci fegyverraktárát és utánpótlási bázisát.
Putnik ellentámadást indított az 5. és 6. hadsereg frontjának találkozásánál. Mišić tábornagy 1. szerb hadserege mélyen benyomult az osztrák vonalak mögé. Stefan Stefanović tábornok 2. szerb hadseregének december 3-i támadását december 6-án Giesl tábornok VIII. hadtestének és Krauss tábornok Vegyes Hadtestének ellentámadása csak némileg tudta lassítani. Potiorek teljes visszavonulást rendelt el a hídfőkbe. Mišić tábornagy 1. szerb hadserege teljes győzelmet aratott.
1914. december 16-án a szerbek visszafoglalták Belgrádot. A Szerémség keleti részéből (a Macsói körzetből) is kiűzték az osztrák–magyar csapatokat. A harmadik „Potiorek-offenzíva” is teljes visszavonulással végződött. A tél folyamán a Kárpátokban meginduló orosz támadások miatt a szerb frontól nagyobb erőket kellett elvonni. A „Potiorek-offenzívák” során a Monarchia súlyos veszteségeket szenvedett emberben és hadianyagban, a vereséget súlyosbította, hogy a szerbek mindhárom győzelmet saját erejükből, külső katonai segítség igénybevétele nélkül érték el. „Az utcára sem merek kimenni szégyenemben”, írta a Monarchia madridi nagykövete Burián István külügyminiszternek. Az offenzívák egyetlen stratégiai eredménye az volt, hogy a kimerült Szerbia egy újabb offenzíva kivédésére már nem volt képes.

### Bukása
A kudarcokért a haderő-főparancsnokság Potiorek táborszernagyot tette felelőssé. 1914. december 27-én felmentették minden tisztségéből. A balkáni front parancsnokává Jenő főherceget nevezték ki, aki törzsének élére Alfred Krauss altábornagyot állította. Vele együttműködve szervezték újjá a harcokban súlyos veszteségeket szenvedett 5. hadsereget. Bosznia-Hercegovina katonai kormányzójává az uralkodó a horvát Stephan Sarkotić tábornokot nevezte ki, aki reálisabban kezelte a katonai kudarc után kialakult boszniai helyzetet, és ebben vállalta a konfrontációt Tisza István miniszterelnökkel is. Ugyanekkor váltották le Frank tábornokot is az 5. hadsereg, Giesl tábornokot a VIII. hadtest éléről. Potiorek 6. hadseregét feloszlatták, és csak 1917-ben szervezték újjá.

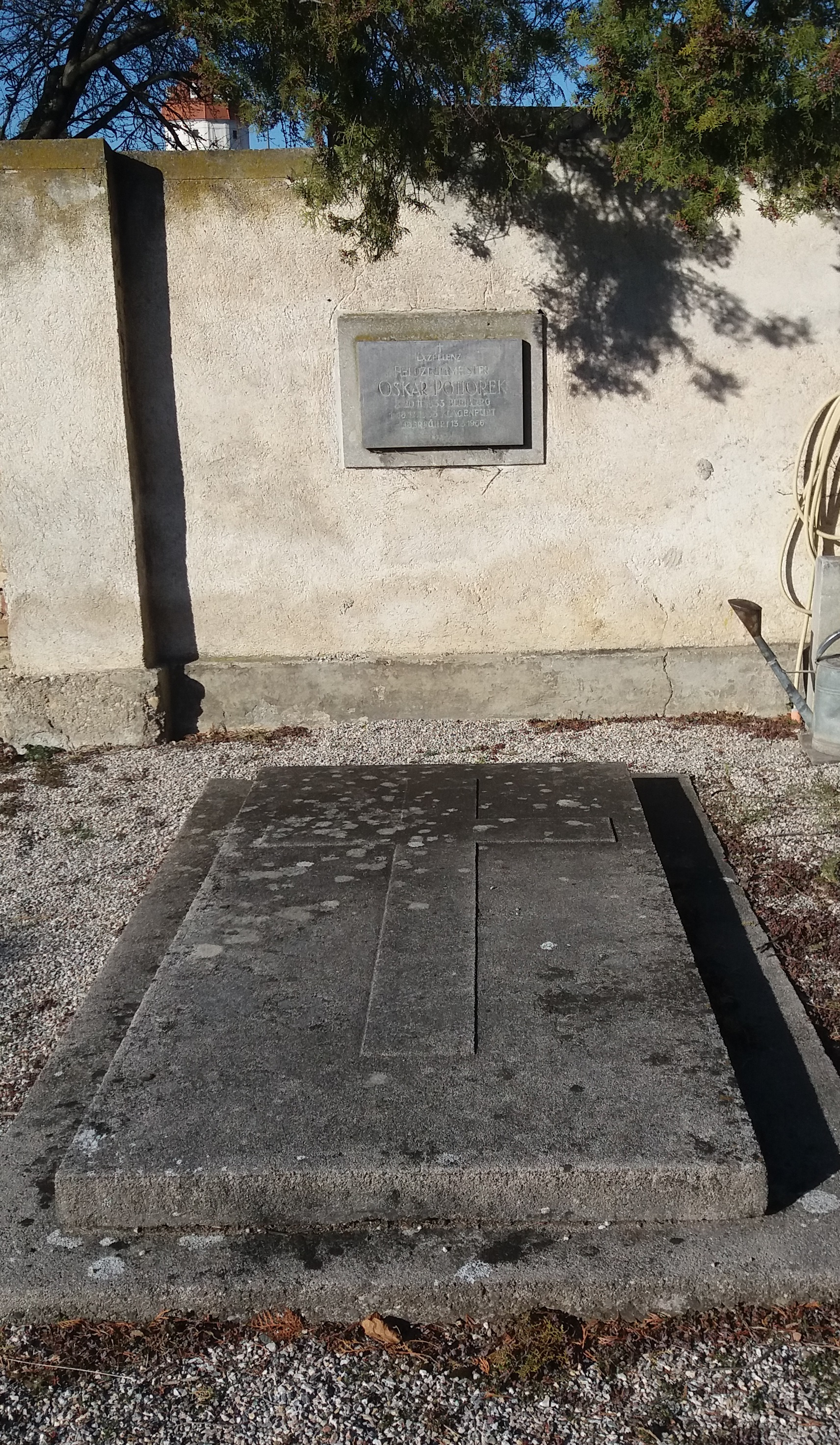
Síremléke Bécsújhelyen

1915. január 1-jén Potioreket idő előtti nyugállományba helyezték. Magánbeszélgetésekben gyakran emlegette, hogy lelkifurdalása van Chotek Zsófia grófnő halála miatt, akit helyette ért a merénylő golyója. Személyes kötelességének tartotta a Szerbia elleni bosszút, és ez vezethette meggondolatlan katonai akciókra. A hadjáratok idején többször is kijelentette: „Szarajevóban megmenekültem, bosszúállóként meghalhatok!” Tény azonban, hogy a harcok során bebizonyította alkalmatlanságát a magasabb operatív parancsnoki tisztségekre.
A szerbiai fronton nyugalom uralkodott december közepétől egészen 1915. szeptember végéig. Az öt hónapon át tartó harcokban kivérzett felek egyike sem tudott további hadműveletet kezdeni. Tífusz tört ki, aminek 1915 januárjában még a XV. hadtest parancsnoka, Appel altábornagy is áldozatul esett. A járvány átterjedt Dél-Magyarországra is, több ezer polgári áldozatot követelve.
Potiorek szereplésének érdekes utójátéka, hogy 1915. május 25-én, az olasz hadüzenet után a szerbiai front parancsnokává (Potiorek helyére) azt a Tersztyánszky Károly lovassági tábornokot nevezték ki, akinek IV. hadteste 1914 augusztusában Potiorek és Conrad viszályának tárgyát képezte. (Ugyanekkor Jenő főherceg az egész délnyugati front főparancsnoka lett, az újjászervezett 5. (Isonzó-)hadsereg parancsnokává Svetozar Borojević gyalogsági tábornokot tették meg).
A nyugalmazott Potiorek ezután visszavonultan élt Klagenfurtban. Itt hunyt el 1933. december 17-én, miután több agyvérzés érte. Nem nősült meg, gyermeket nem hagyott hátra. Klagenfurtban, az annabichli temetőben temették el. Földi maradványait 1966-ban átszállították a bécsújhelyi Theresianum Katonai Akadémia temetőjébe.

## Emlékezete
- Nevét viselte a cs. és kir. prágai 102. „Potiorek” cseh gyalogezred, alapítva 1883-ban, a VIII. hadtest 9. gyaloghadosztályának szervezetében. Legénysége: 91% cseh, 9% egyéb nemzetiségű. Kiegészítését Beneschau körzetéből vette. Parancsnoka Hugo Kornberger ezredes volt.